# 福尔诺卡纳韦塞
福尔诺卡纳韦塞（義大利語：Forno Canavese），是意大利北部皮埃蒙特大区都靈廣域市的一个市镇。总面积16.7平方公里，总人口3691，人口密度221.0人/平方公里（2010年12月31日）。